# Phân họ Rắn rồng
Phân họ Rắn rồng (danh pháp khoa học: Sibynophiinae) là một phân họ nhỏ trong họ Colubridae, gồm khoảng 11 loài trong 2 chi. Nhóm này cũng từng được gọi là Scaphiodontophiinae nhưng do tên gọi Sibynophiinae có trước nên nó được quyền ưu tiên để gọi phân họ này.

## Đặc điểm
Rắn trong phân họ Sibynophiinae có chiều dài tổng cộng 30–100 cm khi trưởng thành, tùy theo loài. Chúng có tỷ lệ phần đuôi rất lớn, chiếm tới 50% chiều dài tổng cộng Chúng là rắn không có nọc và thức ăn chủ yếu là thằn lằn.
Các loài rắn này sở hữu một vài đặc điểm độc nhất vô nhị, bao gồm một loạt các răng nhỏ hình thìa, có khớp nối ở hàm trên, một sự chuyên biệt hóa cho phép chúng túm lấy và ăn thịt các con mồi có thân cứng như thằn lằn bóng, và sự hiện diện của các mặt đứt gãy giữa các đốt sống đuôi cho phép chúng dễ dàng tách và bỏ lại phần đuôi tương tự như nhiều loài thằn lằn (mặc dù chúng không thể tái sinh phần đuôi bị đứt này). Scaphiodontophis còn là bất thường ở chỗ chúng bắt chước một phần hình dáng của rắn san hô (Leptomicrurus, Micruroides, Micrurus): phần trước và đôi khi cả phần sau cơ thể chúng có các vòng màu đen, trắng, đỏ xen kẽ, trong khi phần giữa cơ thể và đôi khi xuống tới hết phần đuôi có màu nâu. Kiểu phân bố màu này có sự biến động cao, ngay cả trong phạm vi cùng một cá thể rắn, và không nhất thiết phải tương ứng với các kiểu màu của bất kỳ loài rắn san hô nào, không như các kiểu dải khoang màu của phần lớn các loài rắn giả dạng rắn san hô. Người ta chưa thấy hai cá thể rắn Scaphiodontophis nào có kiểu phân bố màu sắc y hệt nhau trên toàn bộ cơ thể.
Chi Liophidium cũng có răng với khớp nối và sinh sống ở Madagascar, một thời từng được coi là có quan hệ họ hàng gần với Sibynophiinae, nhưng hiện nay người ta xếp chúng trong họ Lamprophiidae.

## Phân bố
Sự phân bố của hai chi này là đứt đoạn, với một chi ở vùng nhiệt đới Tân thế giới và một chi ở vùng nhiệt đới châu Á. Dữ liệu phân tử gợi ý rằng kiểu phân bố này là do nguồn gốc phát sinh vào cuối thế Eocen/thế Oligocen ở châu Á, tiếp theo là nhờ phát tán qua cầu đất liền Bering tới Tân thế giới. Tuy nhiên, không giống như các nhóm rắn khác (như Crotalinae, Colubrinae, Natricinae, Dipsadinae), Sibynophiinae không có loài còn sinh tồn nào ở vùng ôn đới Bắc Mỹ. Rất có thể là Sibynophiinae đã bị tuyệt chủng ở vùng ôn đới châu Á và Bắc Mỹ khi vùng nhiệt đới thoái lui xuống tới các vĩ độ như hiện nay. Hai chi này có thể đã chia sẻ tổ tiên chung gần nhất vào khoảng 33 triệu năm trước (95% HPD: 40,0–22,9 mya), vào thời gian đó tất cả các châu lục đã hoặc gần như ở vị trí tương đối như hiện tại và khí hậu vùng cầu đất Bering là ấm hơn. Các khả năng ít xảy ra hơn là phát tán qua đường cầu đất Greenland–Faeroe, là vùng lạnh hơn và có lẽ là môi trường sống ít thích hợp hơn đối với rắn vào thời gian đó, hay bằng hình thức trôi dạt theo bè mảng từ Đông Nam Á tới Trung Mỹ, và điều này mặc dù không phải hoàn toàn là không thể, nhưng là điều chưa từng xảy ra đối với động vật có xương sống.

## Phân loại
Sibynophiinae là nhóm có quan hệ chị em với Natricinae. Chúng cùng nhau hợp thành một nhánh có quan hệ chị em với nhánh chứa Dipsadinae và Pseudoxenodontinae.

## Các chi
Phân họ Sibynophiinae chứa 2 chi với tổng cộng 11 loài.
- Scaphiodontophis Taylor & Smith, 1943 hay rắn đai cổ Tân nhiệt đới, với 2 loài ở khu vực từ Mexico tới Colombia.[9]
- Sibynophis Fitzinger, 1843, hay rắn rồng hoặc rắn đầu đen châu Á, với 9 loài, tìm thấy ở Nam Á, Đông Á và Đông Nam Á, từ đông nam Pakistan tới đông trung Trung Quốc, Đài Loan, Hải Nam, Sri Lanka, Philippines, về đông nam tới Indonesia phía tây đường Wallace.[9] Việt Nam có 2 loài là rắn rồng Trung Quốc (Sibynophis chinensis) và rắn rồng cổ đen (Sibynophis collaris).

## Phát sinh chủng loài
Phát sinh chủng loài nội bộ phân họ Sibynophiinae theo Figueroa et al. (2016)

|  | Sibynophis bistrigatus  |
|  |                         |
|  | Sibynophis subpunctatus |
|  |                         |

|  | Sibynophis collaris     |
|  |                         |
|  | Sibynophis triangularis |
|  |                         |

|  | Sibynophis bistrigatus  |
|  |                         |
|  | Sibynophis subpunctatus |
|  |                         |

|  | Sibynophis collaris     |
|  |                         |
|  | Sibynophis triangularis |
|  |                         |

|  | Sibynophis bistrigatus  |
|  |                         |
|  | Sibynophis subpunctatus |
|  |                         |

|  | Sibynophis collaris     |
|  |                         |
|  | Sibynophis triangularis |
|  |                         |

|  | Sibynophis bistrigatus  |
|  |                         |
|  | Sibynophis subpunctatus |
|  |                         |

|  | Sibynophis collaris     |
|  |                         |
|  | Sibynophis triangularis |
|  |                         |